# Stonesilk
Stonesilk är ett svenskt neogrunge-band som grundades mellan 2004 och 2006 av musikern och producenten Johan Sjöberg(fd Token) som under perioden vann en låttävling för radiostationen Rockklassiker och Musikermagasinet. Bandet hade från början olika tillfälliga medlemmar innan det stabiliserades. Under 2007 tillkom Fredrik Schönbeck (som tidigare spelat i Token) och Tor Pentén som just lämnat den internationellt framgångsrika gruppen Rednex. Sjöberg startade sitt eget skivbolag - Intravex, där Stonesilk även kom att släppa sitt första album.  Singeln "Hold me up" började snabbt spelas på främst svenska radiostationer och blev från ingenstans utmanare på Trackslistan. Videon kom flitigt att spelas på ZTV. Samma låt har även varit på topplistor för Sveriges mest nedladdade ringsignaler(realtones) och låtar.

## Medlemmar
- Johan Sjöberg - Sång och gitarr, tidigare medlem i Token
- Tor Pentén - Trummor, även medlem i Rednex
- Fredrik Schönbeck - Bas, tidigare medlem i Token

## Musikstil
Musikstilen är en blandning av grunge, hårdrock och pop, ett recept som fått benämningen neogrunge eller postgrunge. Stilen är väldigt vanlig i USA, med företrädare som Nickelback, Creed, Fuel m fl, men är mindre vanlig i Norden.

## Diskografi
- 2008 - You're not alone (Intravex musik & Publishing)
- 2008 - Hold Me Up (singel) (Intravex musik & Publishing)
- 2009 - Stop Closing Your Eyes(singel) (Intravex musik & Publishing)
- 2010 - Running From My Self(singel) (Intravex musik & Publishing)